# Abeille (monnaie locale)
Pour les articles homonymes, voir Abeille (homonymie).
L’Abeille est une monnaie locale complémentaire et une monnaie fondante lancée officiellement le 23 janvier 2010 à Villeneuve-sur-Lot,, en Lot-et-Garonne. C'est la plus ancienne monnaie locale de l'ère moderne en France, créée par l'association AGIR pour le Vivant, puis gérée par l'association Abeille, monnaie citoyenne, depuis le 25 Juin 2021.
Le programme de l'Abeille est destiné à promouvoir le commerce local et fonctionne avec un taux de change fixe d'une Abeille pour un euro. Pour décourager l'accumulation spéculative, l'abeille est une monnaie circulante, lorsqu'elle est immobile, elle perd un peu de sa valeur (-2 % tous les six mois).
Elle n'est émise qu'en billets (de 1, 2, 5 et 10 et 50 Abeille), lors des échanges, la monnaie est rendue avec des pièces en centimes d'Euro. Des coupures de 50 Abeille ont été mis en circulation en janvier 2012.
En 2012, presque 15 000 Abeille sont en circulation.
En 2020 est lancée la version numérique de l'Abeille.

### Filmographie
- Association Les Zooms Verts, « L’Abeille, une monnaie au cœur du vivant », sur vimeo.com, 2011 (consulté le 28 octobre 2012). Documentaire de l'association Les Zooms Verts
- ARTE, « Arte Journal : L'abeille, première monnaie locale de France », sur dailymotion.com, 2012 (consulté le 28 octobre 2012)